# Gnoriste mongolica
Gnoriste mongolica är en tvåvingeart som beskrevs av Eberhard Plassmann och Joost 1990. Gnoriste mongolica ingår i släktet Gnoriste och familjen svampmyggor.
Artens utbredningsområde är Mongoliet. Inga underarter finns listade i Catalogue of Life.